# Liridon Kalludra
Liridon Kalludra (Kosovska Mitrovica, 5 novembre 1991) è un calciatore svedese, centrocampista dell'Oddevold.

## Carriera

### Club
Kalludra ha cominciato la carriera con la maglia del Ljungskile. Nel 2010 è passato ai norvegesi del Kristiansund, all'epoca militanti in 2. divisjon – terzo livello del campionato locale. Con questa maglia, ha contribuito alla promozione in 1. divisjon, arrivata al termine della stagione 2012.
Il 7 aprile 2013 ha pertanto esordito in questa divisione, subentrando a Mahmoud El Haj nella vittoria per 3-1 arrivata sull'Elverum. Il successivo 21 aprile ha trovato la prima rete, nella sconfitta casalinga arrivata contro il Vard Haugesund, col punteggio di 1-2.
Il 30 settembre 2014, il Sarpsborg 08 ha reso noto l'ingaggio di Kalludra, che si sarebbe legato al club a partire dal 1º gennaio 2015. Il 10 aprile 2015 ha dunque debuttato in Eliteserien, sostituendo Henrik Ojamaa nel pareggio casalingo per 1-1 contro il Vålerenga. Il 13 maggio successivo ha siglato il primo gol nella massima divisione norvegese, nel 2-2 maturato sul campo dell'Aalesund.
Il 6 agosto 2015 ha fatto ritorno al Kristiansund, legandosi con un contratto valido fino al 31 dicembre 2016. Proprio nel campionato 2016, ha contribuito alla promozione in Eliteserien della sua squadra. Kalludra ha rinnovato il contratto con il club ed ha continuato a giocare per il Kristiansund.
Il 22 gennaio 2018 ha ulteriormente prolungato l'accordo che lo legava alla squadra, fino al 31 dicembre 2020.
Il 29 gennaio 2023 si è accordato con l'Oddevold.

## Statistiche

### Presenze e reti nei club
Statistiche aggiornate al 29 gennaio 2023.
| Stagione            | Squadra             | Campionato          | Campionato | Campionato | Coppe nazionali | Coppe nazionali | Coppe nazionali | Coppe continentali | Coppe continentali | Coppe continentali | Altre coppe | Altre coppe | Altre coppe | Totale | Totale | Totale |
| Stagione            | Squadra             | Comp                | Pres       | Reti       | Comp            | Pres            | Reti            | Comp               | Pres               | Reti               | Comp        | Pres        | Reti        | Pres   | Reti   |        |
| ------------------- | ------------------- | ------------------- | ---------- | ---------- | --------------- | --------------- | --------------- | ------------------ | ------------------ | ------------------ | ----------- | ----------- | ----------- | ------ | ------ | ------ |
| 2008                | Ljungskile          | A                   | ?          | ?          | CS              | ?               | ?               | -                  | -                  | -                  | -           | -           | -           | ?      | ?      |        |
| 2009                | Ljungskile          | S                   | 17         | 1          | CS              | 2               | 0               | -                  | -                  | -                  | -           | -           | -           | 19     | 1      |        |
| Totale Ljungskile   | Totale Ljungskile   | Totale Ljungskile   | 17+        | 1+         |                 | 2+              | 0+              |                    | -                  | -                  |             | -           | -           | 19+    | 1+     |        |
| 2010                | Kristiansund        | 2D                  | ?          | ?          | CN              | ?               | ?               | -                  | -                  | -                  | -           | -           | -           | ?      | ?      |        |
| 2011                | Kristiansund        | 2D                  | ?          | ?          | CN              | ?               | ?               | -                  | -                  | -                  | -           | -           | -           | ?      | ?      |        |
| 2012                | Kristiansund        | 2D                  | 25         | 5          | CN              | 1               | 0               | -                  | -                  | -                  | -           | -           | -           | 26     | 5      |        |
| 2013                | Kristiansund        | 1D                  | 28         | 5          | CN              | 1               | 0               | -                  | -                  | -                  | -           | -           | -           | 29     | 5      |        |
| 2014                | Kristiansund        | 1D                  | 30+1       | 9+0        | CN              | 3               | 0               | -                  | -                  | -                  | -           | -           | -           | 34     | 9      |        |
| gen.-ago. 2015      | Sarpsborg 08        | ES                  | 14         | 1          | CN              | 4               | 1               | -                  | -                  | -                  | -           | -           | -           | 18     | 2      |        |
| ago.-dic. 2015      | Kristiansund        | 1D                  | 11+2       | 0          | CN              | -               | -               | -                  | -                  | -                  | -           | -           | -           | 13     | 0      |        |
| 2016                | Kristiansund        | 1D                  | 27         | 0          | CN              | 1               | 0               | -                  | -                  | -                  | -           | -           | -           | 28     | 0      |        |
| 2017                | Kristiansund        | ES                  | 22         | 1          | CN              | 4               | 1               | -                  | -                  | -                  | -           | -           | -           | 26     | 2      |        |
| 2018                | Kristiansund        | ES                  | 26         | 6          | CN              | 2               | 2               | -                  | -                  | -                  | -           | -           | -           | 28     | 8      |        |
| 2019                | Kristiansund        | ES                  | 26         | 3          | CN              | 2               | 1               | -                  | -                  | -                  | -           | -           | -           | 28     | 4      |        |
| 2020                | Kristiansund        | ES                  | 26         | 4          | -               | -               | -               | -                  | -                  | -                  | -           | -           | -           | 26     | 4      |        |
| 2021                | Kristiansund        | ES                  | 25         | 1          | CN              | 2               | 0               | -                  | -                  | -                  | -           | -           | -           | 27     | 1      |        |
| 2022                | Kristiansund        | ES                  | 28         | 1          | CN              | 2               | 0               | -                  | -                  | -                  | -           | -           | -           | 30     | 1      |        |
| Totale Kristiansund | Totale Kristiansund | Totale Kristiansund | 274+3+     | 34+0+      |                 | 18+             | 4+              |                    | -                  | -                  |             | -           | -           | 295+   | 39+    |        |
| 2023                | Oddevold            | E                   | 0          | 0          | CS              | 0               | 0               | -                  | -                  | -                  | -           | -           | -           | 0      | 0      |        |
| Totale carriera     | Totale carriera     | Totale carriera     | 305+3+     | 37+0+      |                 | 24+             | 5+              |                    | -                  | -                  |             | -           | -           | 332+   | 42+    |        |